# سد قريقر
سد قُرَيْقِير أحد سدود الطائف التاريخية.

## الوصف
يقع السد في وادي قريقير الذي يصب في وادي عرضة جنوب غرب الطائف٬ ويمتد جدار السد بين جرفي منطقة ضيقة بأعلى الوادي٬ طوله 14.50 متر٬ وبه فتحة من أعلاه عرضها متر واحد٬ تستخدم لتصريف مياه السد في حالة امتلائه بالماء٬ وواجهته الخلفية من النوع المتدرج٬ وبأسفلها فتحة لتصريف مياه السد بحسب الحاجة٬ وهو من السدود التي بنيت في العصر الأموي.